# Покровский, Александр Андреевич
Покро́вский Алекса́ндр Андре́евич (4(17) декабря 1898, Рязань — 5 мая 1988, Москва) – советский педагог, физик-методист, кандидат педагогических наук (1940), создатель типового кабинета физики в советской средней школе.

## Биография
Александр Андреевич Покровский родился 4(26) декабря 1898 года в Рязани. В 1922 году окончил Рязанский педагогический институт, и переехал в Москву. С 1923 г. преподавал физику в Московской опытно-показательной школе Наркомпроса и на рабфаке имени Артема при Московской горной академии. На рабфаке в 1927 г.  заведовал физической мастерской. 
В 1934—42 гг. работал в Педагогическом институте им. К. Либкнехта в должности заведующего лабораториями и учебными кабинетами физико-математического факультета. В 1942—47 годах преподавал в Московском городском педагогическом институте им. В. П. Потемкина и в Московском городском институте усовершенствования учителей. С 1946 года и до выхода на пенсию работал в НИИ методов обучения Академии педагогических наук.
Скончался 5 мая 1988 г. на 90-м году жизни. Похоронен на Николо-Архангельском кладбище.
Сын - И́горь Алекса́ндрович Покро́вский (1926—2002) — советский, российский архитектор, художник-живописец, график. Народный архитектор СССР (1991). Лауреат Государственной премии СССР (1975). Главный архитектор Зеленограда (1964—2002).

## Научная и педагогическая деятельность
В 1933 г. у А.А. Покровского вышло из печати первое методическое пособие для преподавателей средней школы — «Оборудование физического кабинета». Материал кандидатской диссертации А.А. Покровского составил часть книги «Руководство к практикуму по методике и технике школьного физического эксперимента» (1940) — первого пособия подобного рода в стране (в соавторстве с E. H. Горячкиным и С. И. Ивановым). В своих исследованиях разрабатывал систему учебного физического эксперимента в средней школе, содержание и методику фронтальных лабораторных занятий в 6—10-х классах. Разработал комплект оборудования физического кабинета в средней школе, который был принят для массового производства.
Под редакцией А.А. Покровского вышло множество востребованных работ, в частности, руководство для учителя «Фронтальные лабораторные занятия по физике в средней школе» (1950), «Практикум по физике в старших классах средней школы», «Демонстрационные опыты по физике в 6—7 классах средней школы» (1954), «Демонстрационные опыты по молекулярной физике и теплоте» (1960), «Физический эксперимент в школе. Электроника, полупроводники, автоматика» (1964), «Демонстрационный эксперимент по физике в старших классах средней школы» (ч. 1—2, 1967—68) и другие, неоднократно переиздававшиеся учебные книги.

## Избранные труды
- Покровский А.А., Зворыкин Б.С. Фронтальные лабораторные занятия по физике в средней школе : (Руководство для преподавателей) / Акад. пед. наук РСФСР. Ин-т методов обучения. - Москва : Изд-во и тип. Изд-ва Акад. пед. наук РСФСР, 1950.
- Глазырин А.И., Покровский А.А., Александр Андреевич, Дубов Практикум по физике в старших классах средней школы : Пособие для преподавателей / Под ред. А.А. Покровского; Акад. пед. наук РСФСР. Ин-т методов обучения. - Москва : Изд-во Акад. пед. наук РСФСР, 1951.
- Покровский А.А., Зворыкин Б.С. Фронтальные лабораторные занятия по физике в средней школе : (Руководство для преподавателей) / Акад. пед. наук РСФСР. Ин-т методов обучения. - 2-е изд. - Москва : Изд-во Акад. пед. наук РСФСР, 1951.
- Покровский А.А., Зворыкин Б.С. Фронтальные лабораторные занятия по физике в средней школе : (Руководство для преподавателей) / Акад. пед. наук РСФСР. - 3-е изд., перераб. - Москва : Изд-во Акад. Пед. наук РСФСР, 1952.
- Глазырин А.И., Дубов А.Г., Покровский А.А., Александр Андреевич Практикум по физике в старших классах средней школы : Пособие для учителя / Под ред. А.А. Покровского; Акад. пед. наук РСФСР. Ин-т методов обучения. - 2-е изд., перераб. и доп. - Москва : Учпедгиз, 1954.
- Покровский А.А., Зворыкин Б.С. Фронтальные лабораторные занятия по физике в средней школе : Руководство для учителей средней школы / Акад. пед. наук РСФСР. Ин-т методов обучения. - 4-е изд., испр. - Москва : Учпедгиз, 1954.
- Глазырин А.И., Покровский А.А., Александр Андреевич, Дубов А.Г. Демонстрационные опыты по физике VI-VII классах средней школы / Под ред. А.А. Покровского; Акад. пед. наук РСФСР. Ин-т методов обучения. - Москва : Изд-во Акад. пед. наук РСФСР, 1954.
- Кузьмин А.П., Покровский А.А. Опыты по физике с проекционной аппаратурой : Пособие для учителей. - Москва : Учпедгиз, 1956.
- Покровский А.А., Зворыкин Б.С. Фронтальные лабораторные занятия по физике в средней школе : Руководство для учителей сред. школы / Акад. пед. наук РСФСР. Ин-т методов обучения. - 5-е изд., испр. и доп. - Москва : Учпедгиз, 1956.
- Глазырин А.И., Дубов А.Г., Покровский А.А., Александр Андреевич Демонстрационные опыты по физике в VI-VII классах средней школы : Пособие для учителя / Под ред. А.А. Покровского; Акад. пед. наук РСФСР. Ин-т методов обучения. - 2-е изд. - Москва : Учпедгиз, 1956.
- Глазырин А.И., Покровский А.А., Александр Андреевич, Дубов А.Г. Практикум по физике в старших классах средней школы : Пособие для учителя / Под ред. А.А. Покровского; Акад. пед. наук РСФСР. Ин-т методов обучения. - 3-е изд., испр. - Москва : Учпедгиз, 1956.
- Покровский А.А. Оборудование физического кабинета : Пособие для учителя / Акад. пед. наук РСФСР. Ин-т методов обучения. - Москва : Учпедгиз, 1958.
- Зворыкин Б.С., Кузьмин А.П., Покровский А.А., Александр Андреевич Демонстрационные опыты по молекулярной физике и теплоте : Пособие для учителей / Под ред. А.А. Покровского; Акад. пед. наук РСФСР. Ин-т методов обучения. - Москва : Учпедгиз, 1960.
- Кузьмин А.П., Покровский А.А. Опыты по физике с проекционной аппаратурой : Пособие для учителя. - 2-е изд., перераб. - Москва : Учпедгиз, 1962.
- Буров В.А., Глазырин А.И., Покровский А.А., Александр Андреевич Практикум по физике в средней школе : Пособие для учителя / Под ред. А.А. Покровского. - 4-е изд., перераб. - Москва : Учпедгиз, 1963.
- Зворыкин Б.С., Румянцев И.М., Буров В.А., Покровский А.А., Александр Андреевич Физический эксперимент в школе : Электроника, полупроводники, автоматика / Под ред. А.А. Покровского; Акад. пед. наук РСФСР. Ин-т общего и политехн. образования. - Москва : Просвещение, 1964.
- Буров В.А., Владимир Алексеевич, Покровский А.А., Александр Андреевич, Зворыкин В.С. Демонстрационный эксперимент по физике в старших классах средней школы / Под ред. А.А. Покровского; Акад. пед. наук СССР. Ч. 1-2. - Москва : Просвещение, 1967-1968.
- Покровский А.А., Зворыкин Б.С. Анализ качества школьных приборов по физике и требования к вновь создаваемым и модернизируемым : [Доклады]. 8-10 апр. 1969 г / Акад. пед. наук СССР. Науч.-исслед. ин-т школьного оборудования и техн. средств. обучения. - Москва : Б. и., 1969.
- Буров В.А., Владимир Алексеевич, Зворыкин Б.С., Румянцев И.М., Покровский А.А., Александр Андреевич Фронтальные лабораторные занятия по физике в восьмилетней школе / Под ред. А.А. Покровского; Акад. пед. наук СССР. - Москва : Просвещение, 1969.
- Буров В.А., Владимир Алексеевич, Зворыкин Б.С., Румянцев И.М., Покровский А.А., Александр Андреевич Фронтальные лабораторные занятия по физике в средней школе / Под ред. А.А. Покровского; Ин-т содержания и методов обучения Акад. пед. наук СССР. - Москва : Просвещение, 1970.
- Буров В.А., Владимир Алексеевич, Зворыкин Б.С., Румянцев И.М., Покровский А.А., Александр Андреевич Фронтальные лабораторные занятия по физике в средней школе / Под ред. А.А. Покровского. - 2-е изд., перераб. - Москва : Просвещение, 1974.

## Признание
Награжден орденом Трудового Красного Знамени и медалями.